# Boulgou
Pour les articles homonymes, voir Boulgou (Matiacoali) et Boulgou (Zam).
Le Boulgou est une des 45 provinces du Burkina Faso située dans la région du Centre-Est.

## Histoire
Le Boulgou est situé sur une ancienne route de caravane de sel entre Mopti et Lomé.

## Situation
- Limitrophe de la Préfecture de Kpendjal au Togo

## Départements

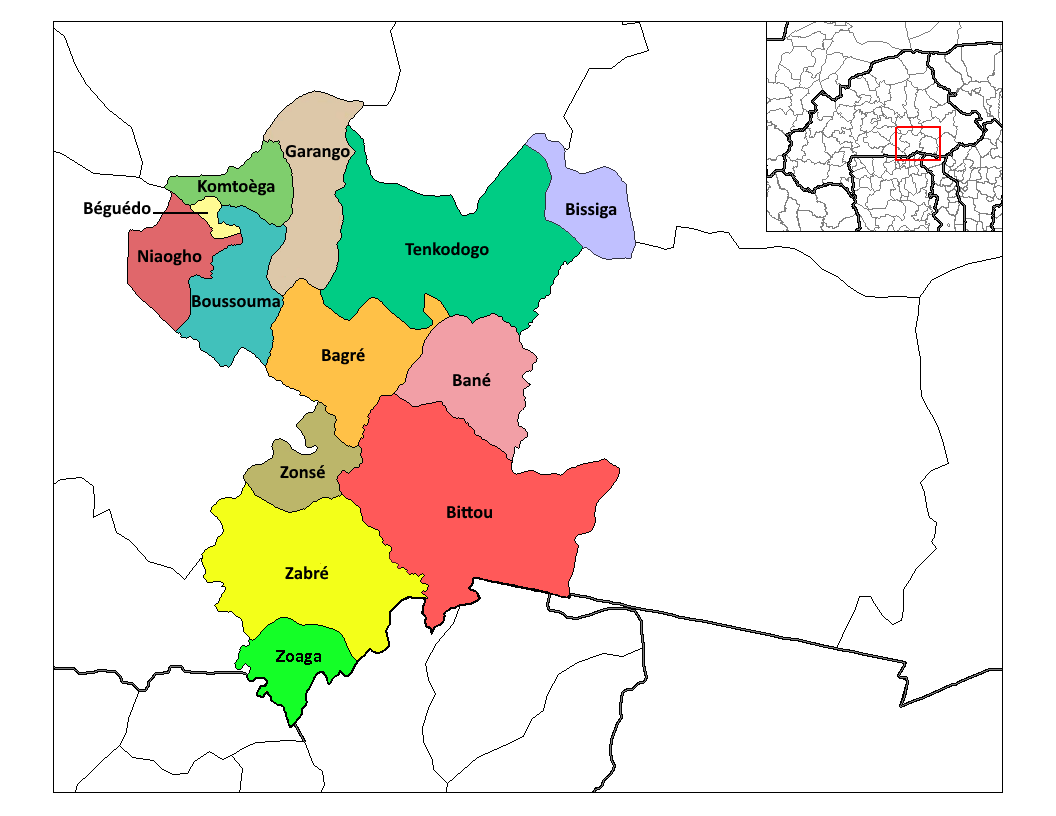
Carte des départements de la province du Boulgou.

La province du Boulgou comprend 13 départements :
- Bagré,
- Bané,
- Béguédo,
- Bissiga,
- Bittou (ou Bitou),
- Boussouma,
- Garango,
- Komtoèga,
- Niaogho,
- Tenkodogo,
- Zabré,
- Zoaga,
- Zonsé.

## Démographie
- 415 583 habitants (62,10 hab/km²) (1996[1])
- Chef-lieu : Tenkodogo (31 466 habitants).

## Villes
La Province du Boulgou compte trois (03) communes urbaines :
- Tenkodogo
- Bittou
- Garango